# المديرية العامة للبحوث المعدنية والاستكشاف (تركيا)
المديرية العامة للبحوث المعدنية والاستكشاف (بالتركية: Maden Tetkik ve Arama Genel Müdürlüğü)‏ والمعروفة باسم (MTA) هي مؤسسة علمية أنشأتها وزارة الطاقة والموارد الطبيعية في 14 يونيو 1935.
تجري مسوحات جيولوجية وجيوفيزيائية في جميع أنحاء تركيا من أجل استكشاف الموارد الطبيعية، مثل رواسب الخامات والمواد الخام للطاقة. تضم المؤسسة 6 أقسام مع العديد من معامل التحليل المختلفة، 12 مكتبًا محليًا ومنشأة تدريب واحدة للجيولوجيين والمهندسين الجيوفيزيائيين في أنقرة. بصرف النظر عن التركيز على العمل الميداني لأبحاث التعدين تمتلك أيضًا مرافق استشعار عن بعد منذ عام 1975. تعمل وحدة الاستشعار عن بعد تحت إشراف قسم أبحاث الجيوفيزياء الخاص بالمديرية وتتعاون توبيتاك منذ أوائل السبعينيات.
تقوم بإصدار نشرة أبحاث واستكشاف المعادن مرتين في السنة منذ عام 1936. تُنشر الأبحاث باللغتين الإنجليزية والتركية منذ عام 1950 وتوزع في جميع أنحاء العالم.